# 그리보예도프 운하

그리보예도프 운하

그리보예도프 운하(러시아어: Канал Грибоедова)는 1739년에 존재한 "크리부샤 강"에 근거를 해서 만들어진 상트페테르부르크의 운하이다. 1764년~1790년에 얕았던 그리보예도프 운하는 깊어졌고, 주변의 은행들은 화강암으로 교체됨과 동시에 보강되었다.
폰탄카강이 이곳을 지난다. 길이는 5 km, 넢이는 32 m이다.
예카테리나 2세가 통치하던 1932년 이전에는 예카테리나 운하라고 불렸다. 소비에트 당국에서 러시아의 극작가이자 외교관이었던 알렉산드르 그리보예도프의 이름을 따서 붙였다.
그리보예도프 운하는 21개의 다리가 위치해 있다. 대부분의 다리가 반콥스키 다리, 4마리 사자의 다리와 마찬가리로 19세기에 지어졌다.